# Bardewikscher Codex

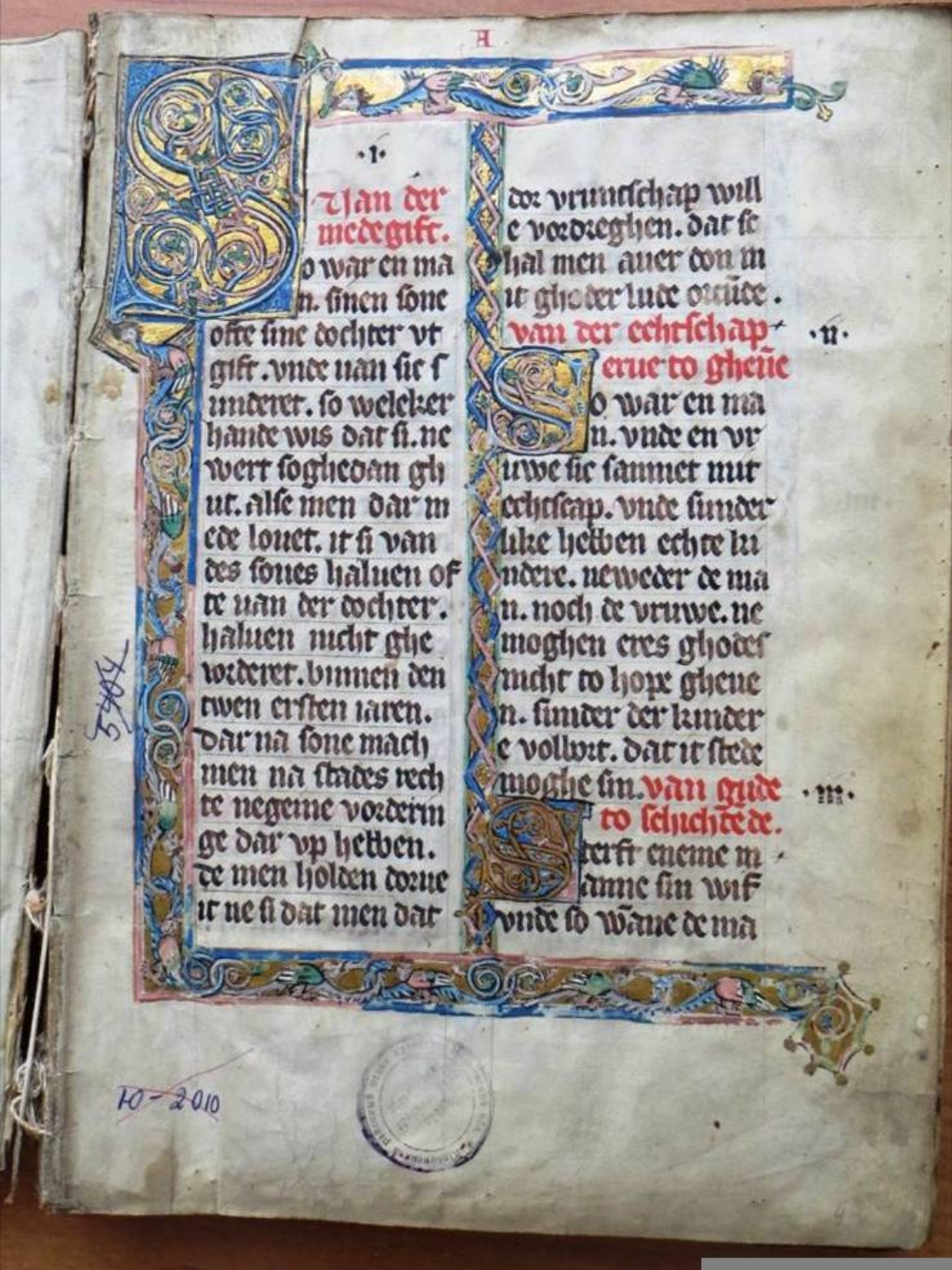
Folio 1r aus dem Bardewikschen Codex: I. Van der Medegift

Der Bardewiksche Codex ist eine niederdeutschsprachige Kodifizierung des Lübischen Rechts, der 1294 auf Veranlassung des Lübecker Kanzlers Albert von Bardewik erstellt wurde.

## Beschreibung
Die kunstvoll mit Buchmalereien und Initialen verzierte Prunkhandschrift des Lübeckers Stadtrechts umfasst 99 Blatt auf Pergament im Format Grossquart oder Kleinfolio. Der mit braunem Leder bezogene Einband von starkem Holz, der vormals mit zwei Riemen zugehakt wurde, befand sich im 19. Jahrhundert in einem abgerissenen Zustand. Inzwischen wurde der Band mit finanzieller Unterstützung der Johann Friedrich Hach-Stiftung im Staatlichen Forschungsinstitut für Restaurierung in Moskau restauriert und mit einem neuen Einband versehen.
Die Blätter sind mit feinen Tintenstrichen liniert und in zwei Kolumnen geteilt. Die Schrift ist eine deutliche schwarze Gotische Minuskel, und es finden sich nur wenige Abbreviaturen. Bis zum Artikel 231 scheint der Codex von derselben Hand geschrieben zu sein, danach ist ein Wechsel der Schreiberhand unverkennbar. Die Schwärze der Schrift wird gegen Ende hin allmählich heller. Die Interpunktion besteht nur in einem oft willkürlich gesetzten Punctum. Vom Artikel 242 an fehlt die Vergoldung der Initialen; in den nächsten vier Artikeln wechseln rote und blaue Initialen. Die letzten 11 Artikel fangen nur mit einfachen roten lateinischen Buchstaben an.
Vor dem vierten Blatt, auf dem das Stadtrecht mit einer besonders großen, vergoldeten Initiale anfängt, fand Johann Friedrich Hach eine Lücke im Buchrücken, so dass es ihm schien, als seien hier Blätter (einer Einleitung?) verlorengegangen. Jede Seite ist auf dem oberen Rand mit einem gotischen Buchstaben, vermutlich zur Erstellung des Registers bezeichnet, wovon jeder auf drei Blättern fortläuft. So geht es bis zum Buchstaben S. Nur der Buchstabe T hat vier Blätter. Auf dem dritten dieser Blätter steht in der zweiten Kolumne der Artikel 242; auch scheint das T auf der ersten Seite des folgenden Blattes von einer anderen Hand geschrieben zu sein, und über den weiteren sechs Seiten, worauf noch Statuten geschrieben sind, steht kein Buchstabe mehr.
Nach 61 mit dem Stadtrecht selbst beschriebenen Blättern kommen sechs leere, und auf der inneren Seite des folgenden fängt das neue Register an, womit noch sechs andere Blätter gefüllt wurden. Es folgen wieder drei leere Blätter, und auf der zweiten Seite des nächsten Blattes beginnt das alte Register, das dann auf drei Blättern fortgesetzt wird. Von den folgenden fünf leeren Blättern ist die Rückseite des zweiten benutzt, um die Artikel 242, 243 und 244 noch einmal zu schreiben. Die vier letzten Blätter sind mit dem lateinischen Text der Verordnung de iure humulariorum, der Ratseinsetzung Heinrichs des Löwen, dem Ratseid, der Brottaxe und dem Kolophon gefüllt. Der Eintrag zur Brottaxe wird noch auf dem weißen Pergament, mit dem der äußere Einbanddeckel innen bezogen ist, weitergeführt.
Sowohl vorn als auch hinten finden sich handschriftliche Anmerkungen, die Hach in das 14. Jahrhundert datierte. Er edierte den Codex als Teil seiner Ausgabe Das Alte Lübische Recht 1839 als Codex II.

## Geschichte
Der Bardewiksche Codex des Lübecker Stadtrechts wurde, so das rubrizierte Kolophon in der zweiten Kolumne der letzten Seite, auf Veranlassung von Albrecht von Bardewik im Jahr 1294 zum öffentlichen Gebrauch (to dher stades behuf) in mittelniederdeutscher Sprache geschrieben.
Früher bewahrte man den Bardewikschen Codex in der Wettestube, sozusagen der Rechtsabteilung des Rates, im Lübecker Rathaus auf. Dann kam er in die Registratur und von dort in das Archiv der Hansestadt Lübeck. Es soll auch eine alte Abschrift beim Nowgorodfahrer-Kollegium gegeben haben, die aber schon im 19. Jahrhundert nicht mehr auffindbar war. Eine sehr genaue Abschrift findet sich im zweiten Teil der Manuskript-Fassung der Beschreibung von Lübeck von Jacob von Melle.
Der Codex ordnet sich in eine Reihe fortgeschriebener Kodizes Lübecker Stadtrechte ein. Sein Vorläufer war der Codex von 1240, der auf 96 Pergamentblättern geschrieben war und auch mit Codex I bezeichnet wird. Der Bardewiksche Codex wird dementsprechend auch mit Codex II bezeichnet. Der nachfolgende Codex III entstand 1348 und ist unter dem Namen des Lübecker Bürgermeisters Tidemann von Güstrow als Thideman Güstrowscher Codex bekannt. Er wurde auf 110 Pergamentblätter geschrieben. Nach Hach stimmen die drei Kodizes – bis auf Einzelheiten – inhaltlich in allen wesentlichen Punkten überein.
Der Bardewiksche Codex wurde bis 1942 im Lübecker Archiv verwahrt. Nach dem Luftangriff auf Lübeck 1942 wurde die Handschrift, ebenso wie der Tidemann Güstrowsche Codex und weiteres Lübecker Archivgut zur Sicherung in das Steinsalzbergwerk Bernburg bei Bernburg an der Saale eingelagert. 1945 wurde der Auslagerungsbestand als Beutegut nach Russland verbracht und verteilt. Der Verbleib des Bardewikschen Codex war lange unbekannt. Der Tidemann Güstrowsche Codex gilt immer noch als verschollen.
Im August 2014 wurde der Bardewiksche Codex im kulturhistorischen Museum der russischen Kleinstadt Jurjewez von der Germanistin der Universität Moskau Natalija Ganina und der Kunsthistorikerin des Moskauer Staatsinstituts für Restaurierung Inna Mokretsova wiederentdeckt. Die Blätter der Schrift sind in einem guten Zustand, nur der einstige Ledereinband mit Holzdeckel und den zwei Lederlaschen ist nicht mehr vorhanden.
Die Rückgabe des Codex verbietet das 1996 von der Duma beschlossene und am 15. April 1998 in Kraft getretene Gesetz (Über die  infolge des Zweiten Weltkrieges in die UdSSR verbrachten und sich auf dem Gebiet der Russischen Föderation befindenden Kulturgüter / Beutekunst-Gesetz).
Das Lübecker Stadtarchiv, das bis dahin lediglich über Schwarzweißaufnahmen des Codex verfügte, erhielt von russischer Seite farbige Digitalaufnahmen der Seiten.
Eine internationale Arbeitsgruppe aus Fachwissenschaftlern hat den Bardewikschen Codex wissenschaftlich bearbeitet und eine Edition des gesamten Codex vorbereitet. Zunächst wurden im Jahre 2021 zwei Bände (Faksimile, Edition, Übersetzung und Untersuchungen zu Einzelaspekten der Handschrift) veröffentlicht. Ein dritter Band mit einem rechtshistorischen Kommentar von Albrecht Cordes folgte 2022.

### Digitalisat
- Digitalisat via Heidelberg historic literature – digitized

### Ausgaben und Beschreibungen
- Johann Friedrich Hach (Hrsg.): Das alte lübische Recht. v. Rohden & Bruhn, Lübeck 1839, S. 56 ff.  (Digitalisat), Bayerische Staatsbibliothek, S. 56–66 (Einleitung), 246–376 (Abdruck)
- Ahasver von Brandt: Geist und Politik in der lübeckischen Geschichte. Acht Kapitel von den Grundlagen historischer Größe. Schmidt-Römhild, Lübeck 1954.
- Ferdinand Frensdorff: Das Lübische Recht nach seinen ältesten Formen. Leipzig 1872. (Digitalisat), Digitale Bibliothek Mecklenburg-Vorpommern. (Befasst sich mit dem Ursprung des Lübischen Rechts, wonach die frühesten Texte des Lübischen Rechts auf das Jahr 1227 zurückgehen, S. 14 und 42)
- Gustav Korlén: Norddeutsche Stadtrechte. Band II: Das mittelniederdeutsche Stadtrecht von Lübeck nach seinen ältesten Formen (Lunder Germanistische Forschungen 23), Lund/Kopenhagen 1951.
- Natalija Ganina, Albrecht Cordes und Jan Lokers namens des Vereins für Lübeckische Geschichte und Altertumskunde (Hrsg.): Der Bardewiksche Codex des Lübischen Rechts von 1294. Band 1: Faksimile und Erläuterungen. Band 2: Edition, Textanalyse, Entstehung und Hintergründe. Band 3: Rechtshistorischer Kommentar. Oppenheim am Rhein: Nünnerich-Asmus Verlag & Media, 2021–2022.

### Sekundärliteratur
- Natalija Ganina, Inna Mokretsova: Verschollener ‚Bardewikscher Codex‘ aufgefunden. In: Zeitschrift für deutsches Altertum und deutsche Literatur (ZfdA). 2016, S. 49–69.
- Natalija Ganina: „Dieser vorzüglich schöne Codex...“ Die Wiederentdeckung des Bardewikschen Codexes von 1294. In: Zeitschrift für Lübeckische Geschichte. Bd. 96 (2016), S. 53–63 (Digitalisat).
- Günter Klatt: Der Bardewiksche Codex des Lübischen Rechts von 1294 und Husum. In: Beiträge zur Husumer Stadtgeschichte. Heft 18 (2022), S. 32–35.